# Елспет Деннінґ
Елспет Деннінґ (англ. Elspeth Denning, 19 червня 1956) — австралійська хокеїстка на траві.
Олімпійська чемпіонка 1988 року.